# Bakchechoros
Bakchechoros (altgriechisch Βακχέχορος Bakchéchoros) ist in der griechischen Mythologie eine Epiklese des Dionysos, die im Orphischen Hymnos an Dionysos zweimal benutzt wird.

## Quelle
- Orphischer Hymnos an Dionysos 56,3; 74,1